# Altena
Altena er en tysk by med 16.527 indbyggere (2020), der ligger på begge sider af floden Lenne i det nordøstlige Sauerland i delstaten Nordrhein-Westfalen. De nærmeste større byer er Iserlohn, Lüdenscheid og Hagen. De højeste og laveste punkter er Kohlberg med 511 m og am Hünengraben med 150 m over NN. 61% af kommunens areal er dækket med skov.
På grund af de store forekomster af jernmalm, vand og træ, var Altena et af de første steder i Europa, hvor man fra håndværk gik over til industriproduktion. Byen er også i nutiden domineret af metalvirksomheder. Siden man i det 14. århundrede i Altena udvandt det bløde smedejern Osemund var grundstenen til industriel jernfremstilling lagt. Man producerede overvejende metaltråd der blev sendt til Aachen og England (til fremstilling af synåle). 1784 åbnedes der også i Altena en synåle-fabrik. Siden den tid har byen været domineret af tråde og metalfabrikker.

## Historie
Byen Altena opstod under den i det 12. århundrede med samme navn som Borg Altena, bygget af en sidelinie til "der Grafen von Berg", som så selv gav sig titlen "Grafen von Altena", der senere blev til "Grafen von der Mark".
- 1108 byggede brødrene Adolf og Eberhard, på bjerget Wulfseck en borg, som de først kaldte Wulfeshagen og senere Altena
- 1308 fik Altena og området omkring den status som hertugdømme.
- 1367 Den 20. december gav borgherren "Graf Engelbert III. von der Mark" byens indbyggere retten til at være frie borgere og bostedet under (i dag Altena centrum) status som en frihandelszone.
- 1609 kom området under Kurfyrsten af Brandenburg
- 1637 blev hele hertugdømmet en del af Brandenburg (det første samlede Tyskland), og senere en del af Preussen. Selv om Altena aldrig fik officielle by-rettigheder, var det hovedsædet for distriktet Altena.
- 1753 Siden 3. oktober var Altena en af de fire landkredse i grevskabet "Mark der Kreis Altena"
- 1794 fik byen sine officielle by-rettigheder
- 1807 Efter fredstraktaten 1807 i Tilsit kom byen og grevskabet under det franske storhertugdømme Berg
- 1815 gik grevskabet tilbage til Preussen og blev en del af den nye forvaltningskreds Arnsberg, som den stadig er en del af
- 1938 ændres jødernes stilling særlig på grund ad Nürnberglovene fra 1935. Den 9. november 1938 var der overgreb i Altena på jødiske forretninger og synagogen. Flere forretninger blev ødelagt. Synagogen blev ikke som mange andre steder brændt ned, men raseret af uniformerede SA-halvmilitære. Ifølge øjenvidner blev jødedommens vigtigste helligskrift, Toraen brændt og en del af synagogens inventar ødelagt. De sidste af byens tilbageblevne jøder blev interneret i bygningen, indtil de 1942 blev deporteret til koncentrationslejre.
- 1968 blev Altena slået sammen med kommunerne Dahle, de fleste dele af Evingsen (tidligere en del af Hemer, Rahmede-dalen og dele af Nachrodt-Wiblingwerde. Distrikterne Altena og Lüdenscheid blev slået sammen, og blev i 1975 Märkischer Kreis
- 2021 druknede en brandmand under oversvømmelserne i juli. Der opstod store ødelæggelser af veje og huse i og omkring Altena.

## Borg Altena
1108 byggede brødrene Adolf og Eberhard, på bjerget Wulfseck borgen Wulfeshagen, som senere fik navnet Borg Altena. Fra 1914 til 1918 blev borgen genopbygget.
1914 oprettes verdens første vandrehjem Richard Schirrmann på Borg Altena. Ideen til herberget fik han, da han under en vandretur med sine elever blev overrasket af et uvejr og der var ingen herberg i nærheden. Det første vandrehjem på borgen blev udvidet 1934 og officielt udnævnt til "Weltjugendherberge" 1935. 1999 blev vandrehjemmet igen udvidet og råder nu over 58 senge.
1943 kom borgen i besiddelse af den daværende distrikt Altena. I dag er borgen et symbol for byen.
I borggbygningen er der flere museumsudstillinger. Museerne der Grafschaft Mark, das Weltjugendherbergsmuseum, das Märkische Schmiedemuseum og das Deutsche Wandermuseum er nu sammenlagt til Museen Burg Altena. Adgangsbilletten til borgen gælder også til det nærliggende Deutsches Drahtmuseum. Hvert år den første weekend i august afholdes der en stor middelalderlig festival på borgen.

## Billedgalleri
- Nettestraze
- Trådfabrik i bydelen Rahmede
- Deutsches Drahtmuseum
- Lenneufer